# Erik Høst-Madsen
Erik Høst-Madsen (* 5. Dezember 1882 in Kopenhagen; † 24. Januar 1974 ebenda) war ein dänischer Apotheker.

## Leben
Erik Høst-Madsen besuchte die Metropolitanskolen, ehe er bei seinem Vater, dem Apotheker Hans Peter Madsen, lernte. Im Jahr 1901 belegte er einen Philosophiekurs, außerdem besuchte er Vorlesungen beim Chemiker Julius Thomsen. 1903 wurde Høst-Madsen Pharmazeutischer Assistent und beendete sein Pharmaziestudium als Candidatus pharmaciae. Anschließend folgten mehrere Auslandsaufenthalte, zunächst bei Rudolf Kobert an der Universität Rostock, dann bei Hermann Thoms am Pharmazeutischen Universitätsinstitut in Berlin sowie in London und Paris. Im Jahr 1912 erfolgte die Dissertation unter dem Titel Kritiske Studier over Alkoholaters og Basers Indvirkning paa organiske Halogenforbindelser (Kritische Studien zur Wirkung von Alkoholaten und Basen auf organische Halogenverbindungen). Høst-Madsen wurde daraufhin neben seinem Vater Miteigentümer der Vesterbro-Apotheke in Kopenhagen, ehe er ab 1921 alleiniger Eigentümer war.
Von 1922 bis 1954 war Erik Høst-Madsen Mitglied der dänischen Arzneibuchkommission. 1930 wurde er zum Vizepräsidenten der International Pharmaceutical Federation gewählt, ehe er von 1935 bis 1953 Präsident der Organisation war. Anschließend wurde er zum Ehrenpräsidenten der Organisation gewählt. In Anerkennung seiner Verdienste im Bereich der Pharmazie wurde die nach ihm benannte Høst-Madsen-Medaille eingeführt, deren erster Preisträger er selbst war. 1962 wurde er Ehrenmitglied der Dänischen Pharmazeutischen Gesellschaft.